# Fosse Neuve Machine
La fosse Neuve Machine ou Nouvelle Machine de la Compagnie des mines d'Anzin est un ancien charbonnage du Bassin minier du Nord-Pas-de-Calais, situé à Vieux-Condé. Cette fosse d'exhaure est ouverte en 1816 à cinquante mètres à l'ouest du puits d'extraction de la fosse Vieille Machine, renommée pour l'occasion, et commence à fonctionner en 1823, causant le serrement du puits Vieille Machine épuisement. Les deux fosses sont très liées jusqu'en 1857. À partir de cette date, la fosse Neuve Machine assure l'exhaure de tout le secteur, jusqu'en 1886, date à laquelle les installations sont démantelées après qu'une pompe souterraine a été mise en service à la fosse Vieux-Condé. La fosse est alors conservée comme puits de réserve, servant par intermittences, jusqu'en 1916, date à laquelle le puits est serrementé et remblayé. La fosse Vieille Machine subit le même sort.
Au début du XXIe siècle, Charbonnages de France matérialise la tête de puits Neuve Machine, et y installe un exutoire de grisou. Le site est occupé par les espaces verts des services techniques de Vieux-Condé.

## La fosse

### Fonçage
La fosse Neuve Machine, également nommée Nouvelle Machine, est commencée en 1816, à cinquante mètres à l'est du puits d'extraction de la fosse Machine à feu, et treize ans après la fosse Trou Martin sise à 957 mètres à l'ouest-nord-ouest. Celle-ci est alors renommée fosse Vieille Machine par opposition à cette nouvelle fosse.
L'orifice du puits Neuve Machine est entrepris à l'altitude de 27 mètres. Le cuvelage est de forme octogonale et le diamètre utile est de 2,30 mètres. Le terrain houiller est atteint à la profondeur de 31 mètres. Le puits est immédiatement creusé à la profondeur de 368 mètres.

### Exploitation
La fosse est mise en service en 1823, après quelques essais infructueux. Sa mise en service entraîne le serrement du puits d'épuisement Vieille Machine no 2. Il s'agit de la fosse principale d'exhaure de l'établissement de Vieux-Condé. Elle comporte six étages, celui de la base est aspirant et refoule l'eau sur douze mètres, les autres refoulent sur une hauteur de 70 mètres chacun.
La fosse Neuve Machine est surtout liée à la fosse Vieille Machine jusqu'en 1857, elle devient ensuite la véritable centrale d'exhaure de quelques autres fosses anciennes, ainsi que Vieille Machine et Trou Martin.
La fosse Neuve Machine est démantelée en 1886, après qu'une pompe souterraine a été mise en service à la profondeur de 407 mètres à la fosse Vieux-Condé. Un ventilateur est installé par-dessus le puits Neuve Machine durant les travaux de réfection de la fosse Vieille Machine. Il a été mis en service le 6 janvier 1890 dans le but d'aérer les travaux de la fosse Vieux-Condé et a été arrêté le 30 avril, lorsque le foyer de la fosse Vieille Machine a été rallumé.
Le puits de la fosse Neuve Machine est ensuite conservé à titre de réserve, sans assurer un service régulier, jusqu'en 1916, date à laquelle le puits est serrementé puis remblayé, après un siècle d'existence. Le puits d'extraction de la fosse Vieille Machine subit également le même sort, et ce, trente ans avant la Nationalisation des mines, survenue en 1946.

### Reconversion
Au début du XXIe siècle, Charbonnages de France matérialise la tête de puits Neuve Machine, et y installe un exutoire de grisou. Le BRGM y effectue des inspections chaque année. Il ne reste rien de la fosse. Le site est occupé par le service des espaces verts de la commune de Vieux-Condé.

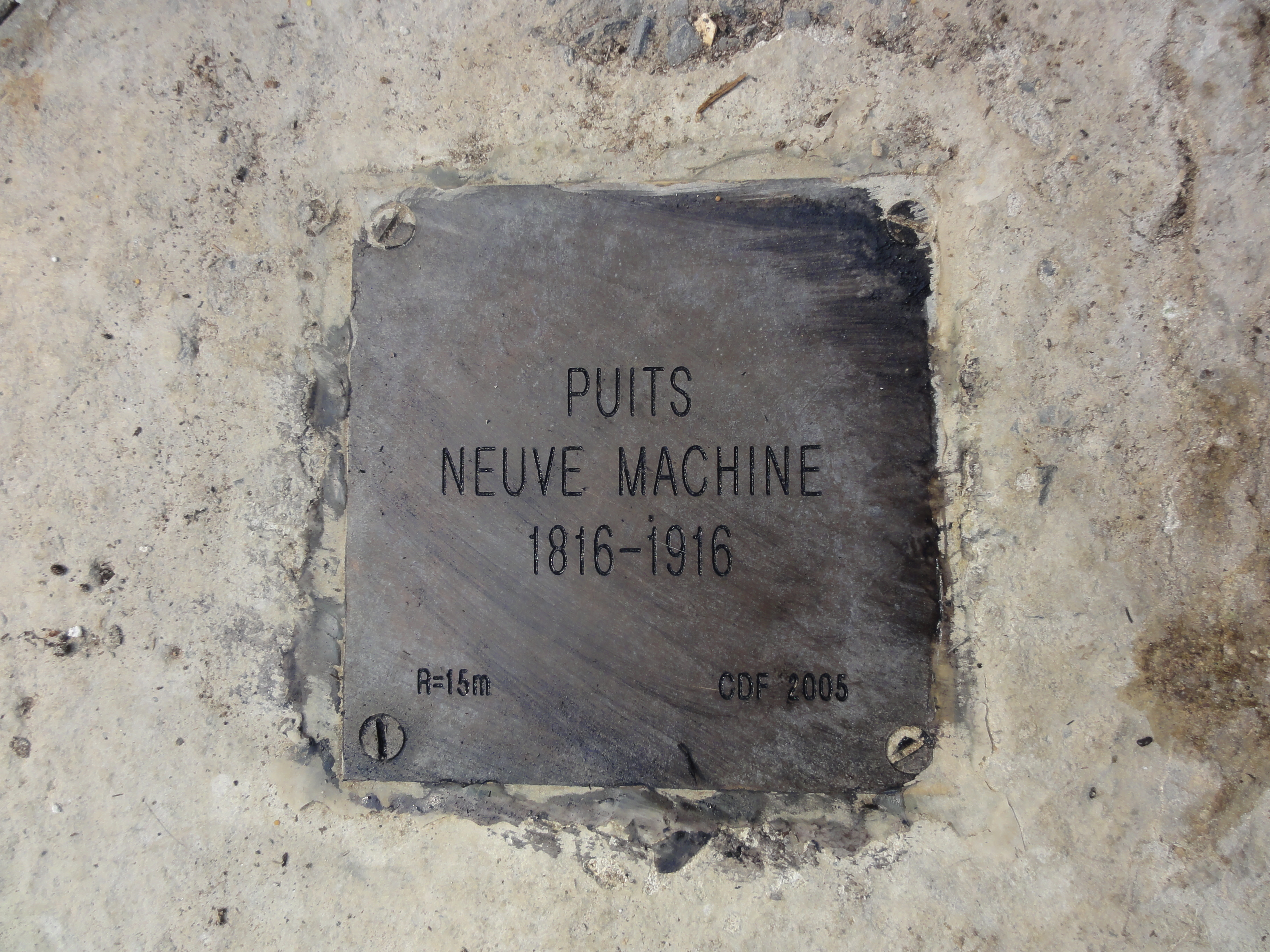
Puits Neuve Machine, 1816-1916.
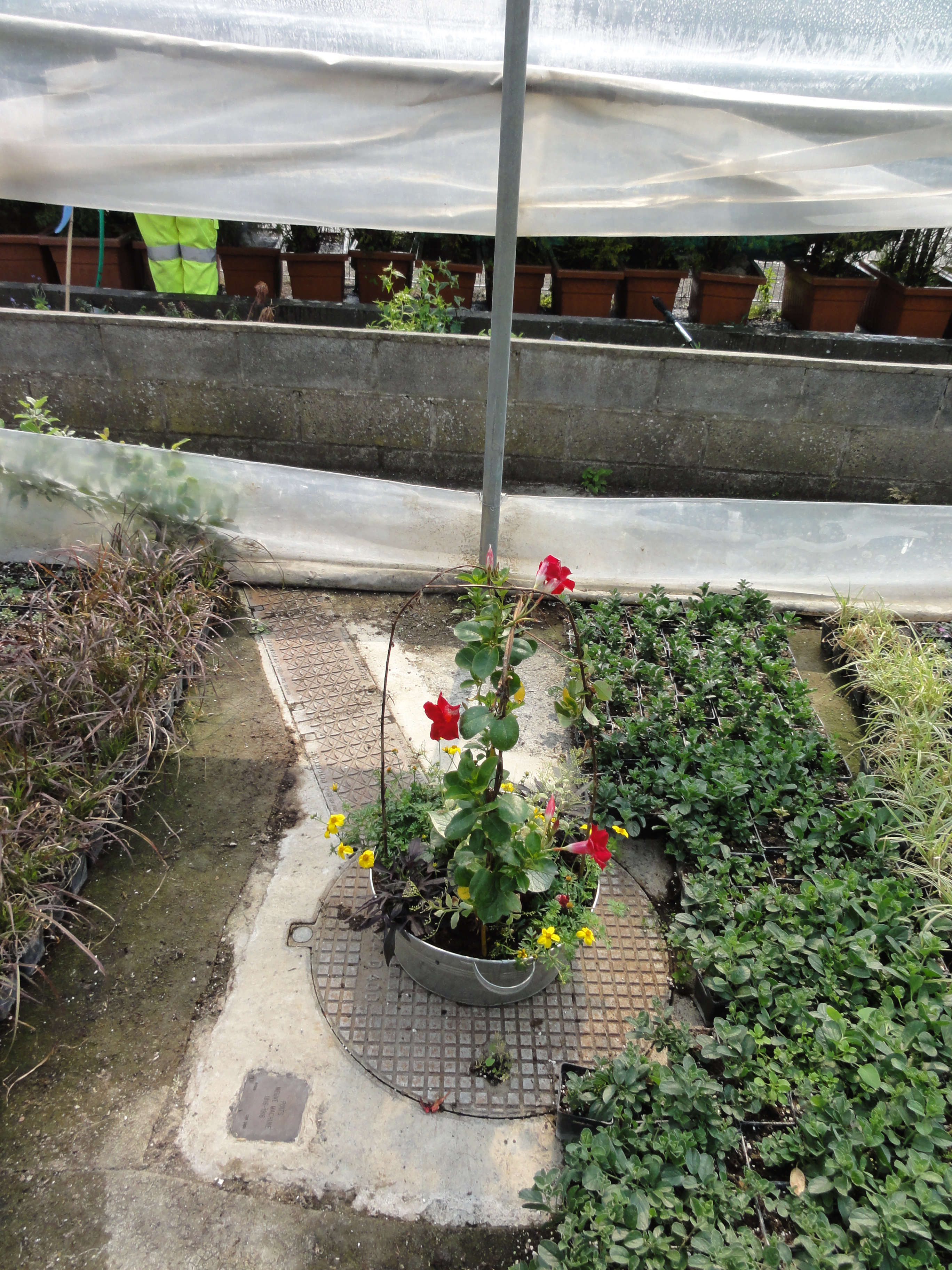
Le puits Neuve Machine dans son environnement.
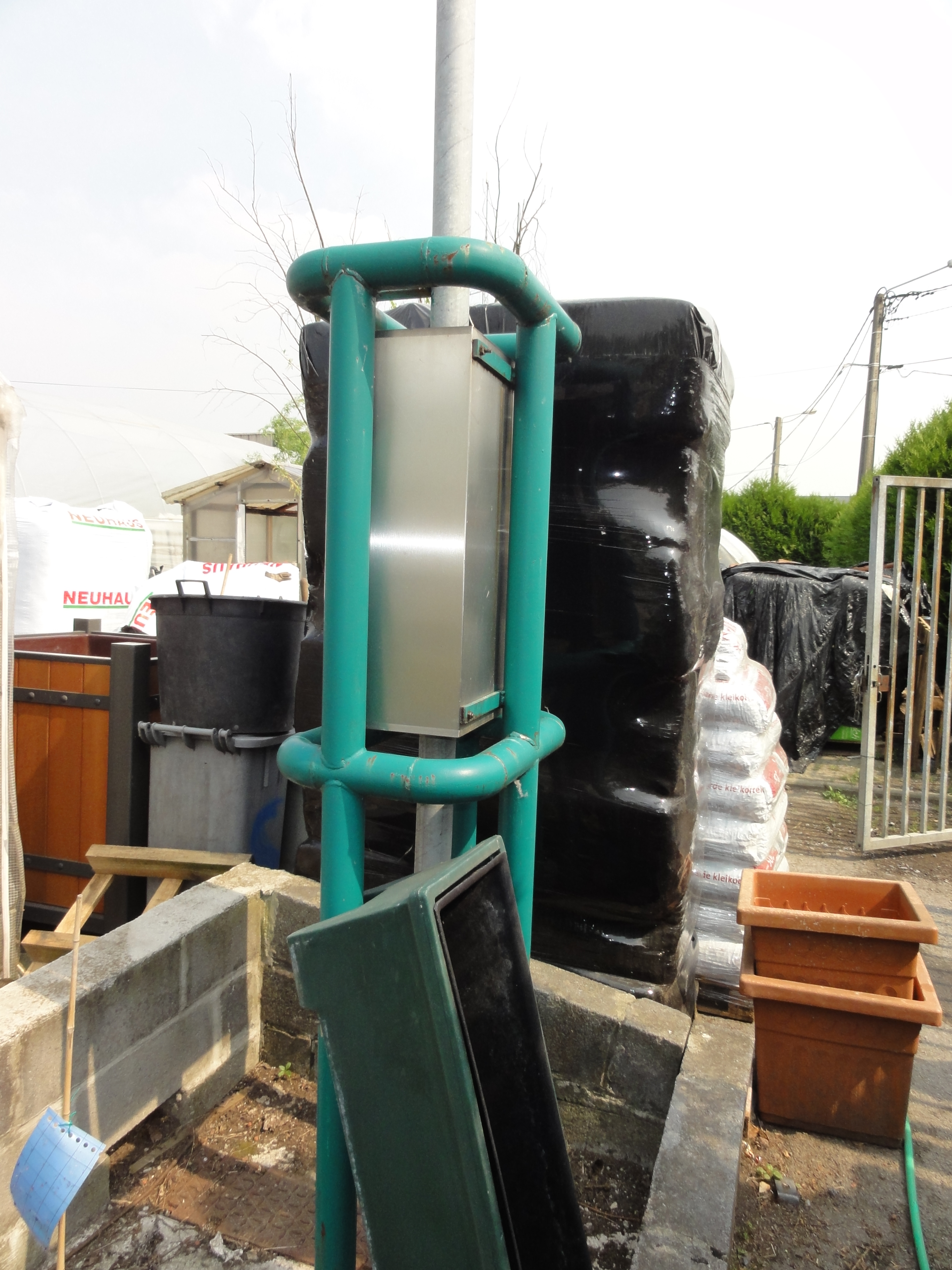
L'exutoire de grisou.
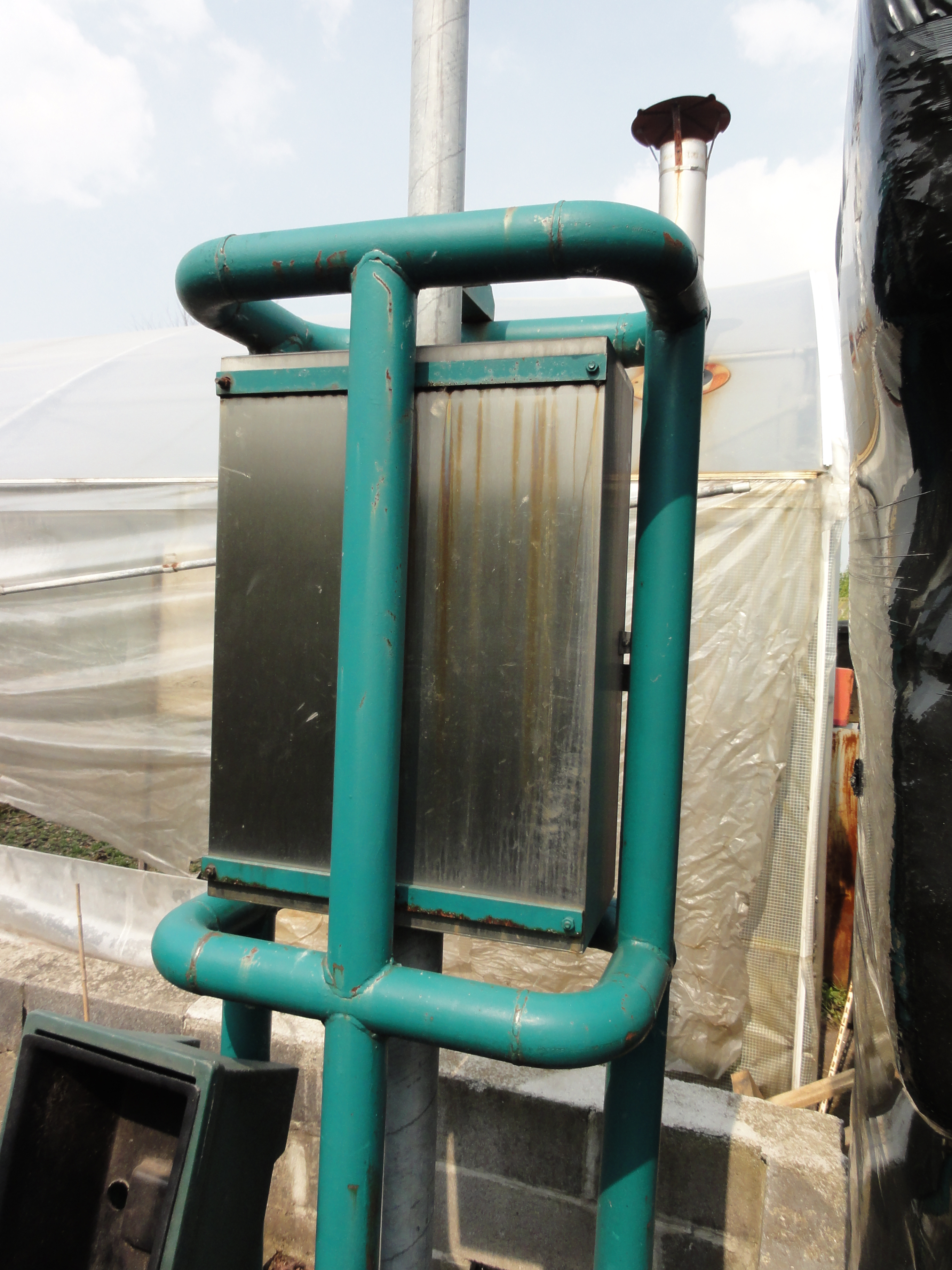
L'exutoire de grisou.
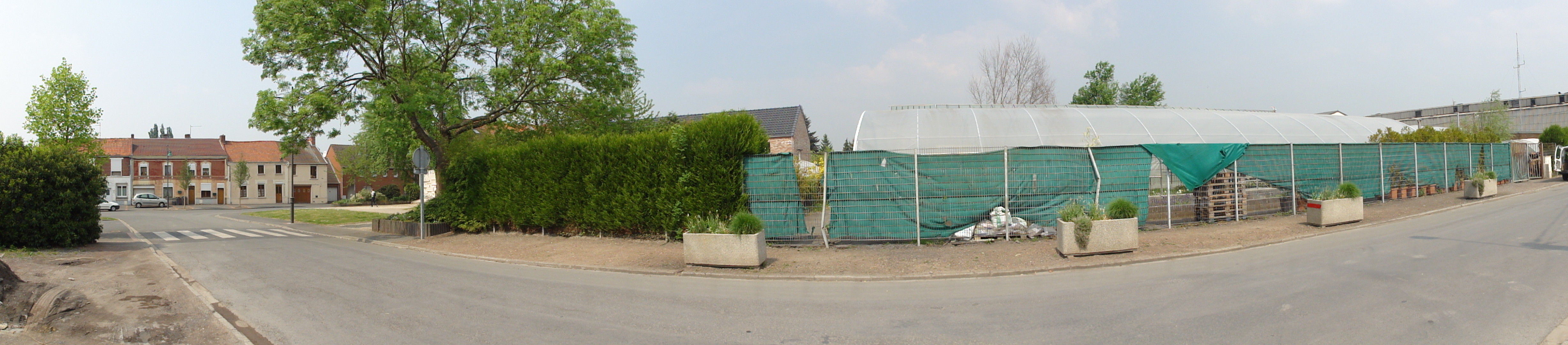
Le carreau de la fosse Neuve Machine, à droite, les puits Vieille Machine nos 2 et 1.